# 巴尼奥伊·马克
巴尼奥伊·马克（匈牙利語：Bányai Márk，1999年12月8日—），匈牙利男子水球运动员。他曾代表匈牙利国家队参加2024年夏季奥林匹克运动会水球比赛，结果队伍获得第四名。